# Andrena miniata
Andrena miniata är en biart som beskrevs av Laberge 1986. Andrena miniata ingår i släktet sandbin, och familjen grävbin. Inga underarter finns listade i Catalogue of Life.